# Osmia pagosa
Osmia pagosa är en biart som beskrevs av Sandhouse 1939. Osmia pagosa ingår i släktet murarbin, och familjen buksamlarbin. Inga underarter finns listade i Catalogue of Life.